# Свети Йоан Предтеча (Слимница)
„Свети Йоан Предтеча“ (на гръцки: Ιερά Μονή Τιμίου Προδρόμου) е бивш православен манастир край костурското село Слимница (Трилофос), Егейска Македония, Гърция.

## История
Манастирът е бил разположен непосредствено до границата с Албания, на пътя за Аръз. Построен е от жителите на проспериращата влашка паланка Николица. Разрушен е с унищожаването на Николица от Али паша Янински в края на XVIII век. Манастирът е имал големи конаци за поклонниците, много хармани и големи поземлени имоти. Местното население го помни и като „Свети Георги“.